# U-Bahnhof Handelszentrum/Moskauer Straße
Der U-Bahnhof Handelszentrum/Moskauer Straße (früher: U-Bahnhof Handelszentrum) ist eine Station der Düsseldorfer Stadtbahn. Sie liegt im Verlauf der Südstrecke der zweiten Stammstrecke im Stadtteil Oberbilk der nordrhein-westfälischen Landeshauptstadt Düsseldorf.
Der Bahnhof liegt unter dem IHZ-Park zwischen den Straßenzügen Kölner Straße und Moskauer Straße und wurde am 23. Oktober 2000 von Oberbürgermeister Joachim Erwin in Gegenwart seines Moskauer Amtskollegen Juri Luschkow umbenannt. Teile der Einrichtung des Bahnhofs im Bereich des Zugangs von der Moskauer Straße aus sind an die Metro der Partnerstadt angelehnt.

## Bahnhofsanlage
Der Bahnhof ist über Rolltreppen sowie über einen Aufzug erreichbar. Auf der ersten Unterebene befindet sich der Bahnsteig in Richtung Hauptbahnhof, an welchem die U70, U75 und U77 in Richtung Krefeld, Neuss bzw. Am Seestern halten. Die zweite Unterebene verfügt über einen weiteren Seitenbahnsteig, an dem die Linie U75 in Richtung Eller-Vennhauser Allee und die U77 in Richtung Lierenfeld, Betriebshof hält. In Richtung Kettwiger Straße gesehen befindet sich hinter dem Bahnhof eine zweigleisige Abstellanlage. Vor dem tiefgelegenen Bahnsteig zweigt die Zufahrt zur Abstellanlage ab. Das Gleis musste tief geführt werden, um die Strecke nach Oberbilk zu unterqueren. Der U-Bahnhof Handelszentrum/Moskauer Straße liegt 600 m östlich vom U-Bahnhof Düsseldorf HBF und 620 m westlich vom U-Bahnhof Kettwiger Straße.
Die Düsseldorfer U-Bahnhöfe der ersten, zweiten und dritten Generation verfügen alle über eine annähernd gleiche Gestaltung. Die Decken und Wände sind wie auch die Bodenfläche in schwarz gehalten. Eine silberne Verkleidung umfasst die in der Mitte des Bahnsteigs gelegenen Säulen und dient ebenfalls als Material für die weitere Bahnhofsmöblierung. Den Kontrast zu dieser zurückhaltenden Farbgestaltung bieten die beigefarbenen Wände. Die Haltestellennamen sind über den Informationstafeln mit schwarzer Schrift auf weißem Grund angebracht sowie an den Wänden. Hier sind sie mit schwarzer Schrift auf weißem Grund, begleitet von weinroten Linien ober- und unterhalb der Schrift, ausgeführt.

## Verkehr
| \| \| \| von Düsseldorf Hbf U 75 U 76 U 77 U 79 \| \| \| \| \| nach Oberbilk U 76 U 79 \| \| \| \| \| \| \| \| \| \| Handelszentrum/Moskauer Str. \| \| \| \| \| \| \| \| \| \| Abstellanlage U 70 \| \| \| \| \| zur Kettwiger Str. U 75 \| \| |  |                                        |                                        |
| U-Bahn-Strecke (im Tunnel) · U-Bahn-Strecke · U-Bahn-Strecke geradeaus (im Tunnel) |  | von Düsseldorf Hbf U 75 U 76 U 77 U 79 | von Düsseldorf Hbf U 75 U 76 U 77 U 79 |
| U-Bahn-Kreuzung mit Tunnelstrecke und geradeaus unten (im Tunnel) · U-Bahn-Strecke nach rechts · U-Bahn-Strecke (im Tunnel) |  | nach Oberbilk U 76 U 79                | nach Oberbilk U 76 U 79                |
| U-Bahn-Strecke von links (im Tunnel) · U-Bahn-Abzweig geradeaus und nach rechts (im Tunnel) · U-Bahn-Strecke (im Tunnel) |  |                                        |                                        |
| U-Bahn-Strecke (im Tunnel) · U-Bahn-Haltepunkt / Haltestelle (im Tunnel) · U-Bahn-Haltepunkt / Haltestelle (im Tunnel) |  | Handelszentrum/Moskauer Str.           | Handelszentrum/Moskauer Str.           |
| U-Bahn-Strecke nach links (im Tunnel) · U-Bahn-Kreuzung mit Tunnelstrecke und geradeaus unten (im Tunnel) · U-Bahn-Abzweig von links und von rechts (im Tunnel) · U-Bahn-Abzweig geradeaus und nach rechts (im Tunnel)                          |  |                                        |                                        |
| U-Bahn-Strecke (im Tunnel) · U-Bahn-Betriebs-/Güterbahnhof Streckenende (im Tunnel) · U-Bahn-Strecke (im Tunnel) |  | Abstellanlage U 70                     | Abstellanlage U 70                     |
| U-Bahn-Strecke (im Tunnel) · U-Bahn-Strecke geradeaus (im Tunnel) |  | zur Kettwiger Str. U 75                | zur Kettwiger Str. U 75                |

Der U-Bahnhof Handelszentrum/Moskauer Straße befindet sich im Verlauf der zweiten Stammstrecke des Düsseldorfer Stadtbahnnetzes. Die U 75 und U 77 bedienen den Bahnhof in beiden Richtungen. Die U 70 beginnt am Handelszentrum, endet aber bereits am Hauptbahnhof und fährt von dort direkt in die Abstellanlage. Neben den Umsteigemöglichkeiten zwischen den einzelnen Stadtbahnlinien besteht Anschluss zur Buslinie 732 des Düsseldorfer Nahverkehrs. Am wenige Gehminuten entfernten U-Bahnhof Oberbilker Markt/Warschauer Straße halten drei weitere Stadtbahnlinien, die Straßenbahnlinie 706 und die Buslinien 732 und 736.
Über die Linien aus Krefeld, über Meerbusch und Neuss werden die linksrheinisch gelegenen Nachbarstädte sowie die Stadtteile Lörick, Heerdt und Oberkassel erreicht. In Richtung Altstadt besteht die Verbindung zum zentralen Umsteigepunkt Heinrich-Heine-Allee. Dort sind Umsteigemöglichkeiten zu mehreren Buslinien sowie zur sogenannten Wehrhahn-Linie vorhanden. Davor liegt der Umsteigebahnhof Düsseldorf Hbf, welcher die Stadtbahn mit der S-Bahn Rhein-Ruhr und weiteren Verbindungen im Regional- und Fernverkehr verknüpft. Im weiteren Verlauf der zweiten Stammstrecke werden die südöstlich gelegenen Stadtteile Vennhausen und Eller angebunden.
Alle hier verkehrenden Stadtbahnlinien werden von der Düsseldorfer Rheinbahn mit hochflurigen Stadtbahnfahrzeugen des Typs B80D betrieben. Auf der Linie U77 verkehren außerdem auch aus Straßenbahnwagen des Typs GT8S umgebaute Fahrzeuge des Typs GT8SU.
| Linie | Verlauf | Takt   |
| ----- | --- | ------ |
|       | Krefeld, Rheinstraße – Krefeld Hbf – Dießem – Königshof – KR-Fischeln, Grundend – Meerb.-Osterath, Hoterheide – Bovert – Haus Meer – Büderich, Landsknecht – D-Lörick – Prinzenallee – Belsenplatz – Tonhalle/Ehrenhof – U Heinrich-Heine-Allee – U Steinstraße/Königsallee – U Oststraße – U Düsseldorf Hbf ← U D-Handelszentrum/Moskauer Straße Hochflurbetrieb der Rheinbahn; ehemalige K-Bahn; ergänzender Schnellverkehr zur Linie U 76 während der HVZ; es werden nicht alle Haltestellen der Linie U 76 bedient. | 20 min |
|       | Neuss Hbf – Blücherstraße – NE Am Kaiser – D-Heerdt, Vogesenstraße – Handweiser – Aldekerkstraße – Heesenstraße – Nikolaus-Knopp-Platz – Dominikus-Krankenhaus – Drusustraße – Belsenplatz – Barbarossaplatz – Luegplatz – Tonhalle/Ehrenhof – U Heinrich-Heine-Allee – U Steinstraße/Königsallee – U Oststraße – U Düsseldorf Hbf – U Handelszentrum/Moskauer Straße – U Kettwiger Straße – Ronsdorfer Straße – Lierenfeld, Betriebshof – Schlesische Straße – Jägerstraße – D-Eller Mitte – Alt Eller – D-Eller, Vennhauser Allee Hochflurbetrieb der Rheinbahn; Linie gehört zum Düsseldorfer Nachtnetz; Abweichender Takt: Mo–Fr 21–0 Uhr, Sa 7–9, So 8–20 Uhr alle 15 min; So 5–9 Uhr alle 30 min | 10 min |
|       | D-Lörick, Am Seestern – Prinzenallee – Heerdter Sandberg – Comenius-Gymnasium – Belsenplatz – Barbarossaplatz – Luegplatz – Tonhalle/Ehrenhof – U Heinrich-Heine-Allee – U Steinstraße/Königsallee – U Oststraße – U Düsseldorf Hbf – U Handelszentrum/Moskauer Straße – U Kettwiger Straße – Ronsdorfer Straße – Lierenfeld, Betriebshof Hochflurbetrieb der Rheinbahn; verkehrt nur Mo–Fr 5–21 Uhr und Sa 8–21 Uhr | 10 min |

## Siehe auch

Logo der Stadtbahn Rhein-Ruhr